# Имя рек (альбом)
«Имя рек» — дебютный альбом группы «Ю-Питер», вышедший в 2003 году. Наиболее известен по песням «Ударная любовь» и «Колесницегонитель». Ранее песня «Ударная любовь» была издана также в одноимённом сингле. «Имя рек» — церковнославянизм, означающий «имя назвал (сказал)».
Этим дебютным альбомом Вячеслав Бутусов представил свой новый, «основательный и долгосрочный» проект «Ю-Питер», который многие посчитали полноправным преемником традиций группы «Наутилус Помпилиус».
Все композиции альбома были записаны с «живыми» инструментами. По словам Вячеслава Бутусова, к работе над диском был привлечён профессиональный виолончелист, а также записаны «умопомрачительная перкуссия» и «фантастическое» соло на скрипке.

## Список композиций
Музыка и слова: Вячеслав Бутусов, Аранжировка: Ю-Питер
| №   | Название                | Длительность |
| --- | ----------------------- | ------------ |
| 1.  | «Сердце камня»          | 4:54         |
| 2.  | «Странглия»             | 2:54         |
| 3.  | «Чудеса небесны»        | 3:27         |
| 4.  | «Ерёма в ответе»        | 3:29         |
| 5.  | «Мера»                  | 3:31         |
| 6.  | «Колесницегонитель»     | 3:53         |
| 7.  | «Я покидаю землю»       | 3:27         |
| 8.  | «Негорькая слеза»       | 3:50         |
| 9.  | «Ударная любовь»        | 3:21         |
| 10. | «Реки бэгэ»             | 2:48         |
| 11. | «Могилы младших сестёр» | 7:15         |

## Участники записи
- Вячеслав Бутусов — вокал, бас-гитара
- Юрий Каспарян — гитара
- Евгений Кулаков — ударные
- Олег Сакмаров — клавишные, духовые

Другие музыканты, принимавшие участие в записи
- Аркадий Корольков — виолончель (в композициях: 1, 2, 3, 5, 8, 11)
- Максим Иванов — альт и скрипка (в композициях: 1, 2, 3, 5, 8, 11)
- Кирилл Ипатов — перкуссия

Записано на студии «Добролёт» в 2003 году.

## Критика
Людмила Ребрина в рецензии для журнала Fuzz (№11/2004) отметила: «Вячеслав Бутусов обречен. Каждый его новый альбом неизбежно сравнивают со старыми дисками Наутилуса. Делать вид, что до Ю-Питера ничего не было — невозможно. Если бы на обложке пластинки «Имя Рек» стояли слова «Наутилус Помпилиус», можно было бы спорить на свою шляпу, сколько изданий назовёт этот альбом «триумфальным возвращением великой группы».